# Маркиз и пастушка
«Маркиз и пастушка» — советский телефильм 1978 года снятый на Литовской киностудии режиссёром Альгирдасом Даусом.

## Сюжет
В конце Великой Отечественной войны над территорией оккупированной немцами Литвы у Немана немцы сбивают самолёт авиаполка «Нормандия — Неман», но раненый лётчик — француз Андре выпрыгнув с парашютом скрывается в литовской деревне. Француза прячет мельник Домас и считающаяся его невестой девушка Сауле. Между Андре и Сауле возникают романтические отношения. Вскоре советская армия освобождает Литву, за Андре приезжают его друзья из авиаполка, и он уезжает воевать дальше… После войны проходит пять лет, Суале всё ещё ждёт, что Андре приедет к ней, хотя, как говорят, он погиб.

## В ролях
- Раса Киркилёните — Сауле
- Багдонас, Владас — Андре, французский лётчик
- Владас Багдонас — Домас, мельник
- Казимира Кимантайте — Гайгалене, мать Домаса
- Регина Зданавичюте — Аугулене, мать Сауле
- Витаутас Шерис — Аугулис, отец Сауле
- Юстина Киркилайте — Юргита, сестра Сауле
- Владас Юркунас — Нарцизас, ксёндз
- Юозас Будрайтис — Марсель
- Гедиминас Гирдвайнис — Пьер
- Костас Сморигинас — французский лётчик
- Рамуте Рамунене — учительница французского языка
- Юозас Ярушявичюс — Бронюс, кузнец
- Римантас Шавялис — Пардон
- Аудронис Рукас — деревенский парень
- Римантас Тересас — деревенский парень
- Ауримас Бабкаускас — советский солдат

Фильм дублирован на русский язык на киностудии «Ленфильм».

## О фильме
Киновед Саулюс Мацайти отмечал, что в фильме много символизма, начиная от имени главной героини ''Сауле", что по-французски звучит как «le soleil» — солнце.
Фильм иногда называют первой литовской мелодрамой, хотя он и снят в 1978 году, когда кинематография Литвы уже произвела множество фильмов, но то были фильмы в основном в других жанрах — исторические, психологические, драмы.